# Альбертинська лінія Веттінів

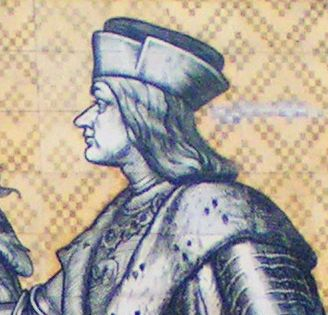
Альбрехт III, родоначальник альбертинців

Альбертинська лінія Веттінів — нащадки герцога Альбрехта. З 1485 по 1918 рік представники Альбертинської лінії правили в Саксонії як герцоги, курфюрсти і королі.
Представники Альбертинської лінії династії Веттингів були також Королями Речі Посполитої, Великими князями Литовськими, Великими князями Руськими (Українськими), Київськими, Волинськими та Чернігівськими.

## Виникнення Альбертинської лінії Веттінів
Ернест та Альбрехт III Саксонські, сини курфюрста Фрідріха II (1412—1464), довгий час спільно правили батьківським спадком, при цьому Ернст, як старший, носив звання курфюрста. В 1485 брати поділили володіння між собою (так званий Лейпцігський поділ), ставши засновниками Ернестинської і Альбертинської ліній. Альбрехт і його нащадки отримали власну територію з центром в Дрездені, в якій вони правили з тих пір як саксонські герцоги.
У той час, як ернестинський курфюрст Фрідріх III підтримав реформацію, Альбертинський герцог Георг Бородатий виступив проти неї. Тільки його брат Генріх V (1538—1541), який успадкував Георгу як герцог, ввів реформацію в Альбертинській Саксонії.

## Придбання курфюрства
Попри те, що він був протестантом, представник Альбертинської лінії Мориць Саксонський в 1546 став на бік імператора Карл V проти протестантських князів Шмалькальденського союзу, очолюваних його двоюрідним братом курфюрстом Йоганном-Фрідріхом Великодушним.
Після поразки протестантів в Шмалькальденській війні в 1547, Мориць, у винагороду за надані їм послуги, отримав від імператора титул курфюрста і більшу частину володінь Ернестинської лінії. З тих пір Альбертинська лінія стала головною в династії Веттінів.

## Королі Речі Посполитої
Альбертинцю Августу Сильному вдалося в 1697 вступити на престол Польського королівства і зберегти його для свого сина Фрідріха Августа II. Той взяв участь в Семирічній війні на стороні анти-прусської коаліції, але зазнав поразки. Після його смерті в 1763 Альбертинській лінії не вдалося утримати владу в Польщі і вона стала політично незначимою. Тільки онукові Фрідріха Августа II, Фрідріху Августу I Саксонському, вдалося під протекторатом Наполеона отримати владу у Польщі, де він правив як герцог Варшавського герцогства. Однак після падіння Наполеона Веттіни втратили і Варшавське герцогство, і значну частину своїх саксонських володінь.
Повний титул королів Речі Посполитої з Альбертинської лініяї династії Веттінів був наступним: Божою Ласкою король Польщі, Великий князь Литовський, Великий князь Руський, Прусський, Мазовецький, Жмудський, Київський, Волинський, Подільський, Підляський, Інфлянський, Смоленський, Сіверський, Чернігівський, курфюст князь Саксонський, князь-електор та ін. 

## Альбертинці як королі Саксонії
В 1806 Наполеон оголосив саксонського курфюрста Фрідріха Августа III королем Саксонії. З тих пір той називав себе королем Фрідріхом Августом I. Під час Листопадової революції 1918 останній Альбертинський король Фрідріх Август III відрікся від престолу.

## Побічні Альбертинської лінії
Курфюрст Йоганн-Георг I в 1652 в своєму заповіті наказав розділити Альбертинські володіння між своїми синами Августом, Крістіаном і Моріцом. Розділ був зроблений через кілька місяців після його смерті, у квітні 1657 в Дрездені. Так виникли самостійні герцогства
- Саксен-Вейсенфельс  (до 1746 р.),
- Саксен-Мерзебург  (до 1738 р.) і
- Саксен-Цайц  (до 1718 р.).

До середини XVIII ст. всі побічні лінії вимерли і їх володіння були об'єднані з Саксонським курфюрством.

## Родовід Альбертинської лінії
```
                     
 Фрідріх II

                               |
                      _________|___________
                     |                     |

Ернестинська лінія Веттінів
       
 Альбрехт III 

                                  + Сидонія Богемська
                       _____________|_____________      
                       |                         |
           
 Георг Бородатий 
                
 Генріх V 

         + Варвара Польська              ________|__________
                       |                |                  |
                   5 синів
           
 Моріц 
           
 Август 

      (Померли перед батьком)                          + 
Анна Данська

                                                           |
                                                       
 Крістіан I 

                                              _____________|_____
                                              |                 |
                                        
 Крістіан II 
   
Йоганн-Георг I 

        ________________________________________________________|
        |                 |                |                    |
  
 Йоганн-Георг II
     
 Август
           
 Крістіан
             
 Моріц

        |                 |                |                    |
 
 Йоганн-Георг III 
  ... 
1746
          ... 
1738
              ... 
1718

+ 
Анна Софія Данська

       |_____________________________
       |                            |
 
Йоганн-Георг IV
          
 Август Сильний 

+ Елеонора (Саксен-Айзенах)   + Крістіана Еберхардіна (Бранденбург-Байрейт)
                             _______|__________
                            |                  |
                     
 Фрідріх Август II 
 нібито 352 позашлюбних дітей
                      + 
Марія Йозефа Австрійська

                _____________|___________
               |                         |
       
 Фрідріх Крістіан 
             13 дітей
        + 
Марія Антонія Баварська

       ________|____________________________
      |                 |                  |

 Фрідріх Август I 
    
 Антон 
         Максиміліан
                                  (1830 зрікся престолу)
                                      + Кароліна Пармська
              __________________________________|____
             |                  |                    |
     
 Фрідріх Август II 
     
 Йоганн 
          3 сини/2 дочки
               _________________|_________________
              |                                   |
          
 Альберт 
                           
 Георг 

                                    + 
Марія Анна Португальська

                                                  |
                                        
 Фрідріх Август III 

                                       + 
Луїза Австрійська

     _____________________________________________|
    |    |       |       |      |       |     |
Георг Фрідріх Крістіан Ернст Маргарита Алікс Анна
```